# Louis-Joseph Maurin
Louis-Joseph Maurin (ur. 15 lutego 1859 w La Ciotat, zm. 16 listopada 1936 w Lyonie) – francuski duchowny katolicki, kardynał, arcybiskup Lyonu.

## Życiorys
Święcenia kapłańskie przyjął 8 kwietnia 1882 w Rzymie. 1 września 1911 został wybrany biskupem Grenoble. Sakrę biskupią otrzymał 24 października 1911 z rąk kardynała Pierre-Paulin Andrieu (współkonsekratorami byli biskupi Joseph Fabre i Dominique Castellan). 1 grudnia 1916 objął arcybiskupstwo Lyonu, na którym pozostał już do śmierci. W latach 1918–1919 pełnił również funkcję administratora apostolskiego Langres. 4 grudnia 1916 Benedykt XV wyniósł go do godności kardynalskiej z tytułem prezbitera Santissima Trinità al Monte Pincio. W 1922 wziął udział w konklawe wybierającym Piusa XI. Został pochowany w katedrze w Lyonie.